# Ненависть
Нена́висть — це глибоке емоційно негативне ставлення людини до іншої людини, або певного об'єкта, що характеризується відчуттям гніву, ворожістю, огидою, бажанням заподіяти йому біль, як фізичний, так і моральний, чи шкоду.

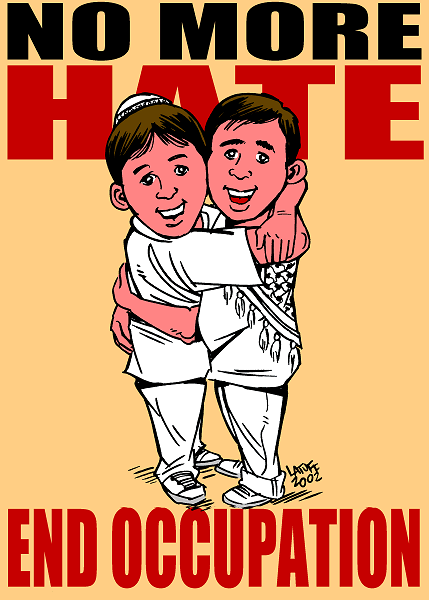
Агітка «Не треба більше ненависті. Кінець окупації»

Ненависть визначається як антитеза любові, її повна протилежність — тобто, якщо любов це активне зацікавлення в житті й розвитку об'єкта любові, то ненависть це активне зацікавлення в деградації і знищенні об'єкта ненависті. Ненависть може існувати й без об'єкта, бути ні на що не спрямованою.
Ненависть може реалізовуватися:
- прямим шляхом в формі активних дій відносно об'єкта ненависті (його безпосереднє знищення);
- непрямим шляхом, через блокування саморозвитку або ненадання допомоги об'єкту ненависті.

Розрізняють ненависть обсесійну: жага помсти є настільки сильною і засліплюючою, що носій ненависті фізично не може перестати про неї думати. В тяжких випадках обсесійна ненависть може перерости в психічну хворобу, коли зміст існування суб'єкта вже є нерозривним з ірраціональним бажанням задовольнити жагу помсти будь-якими методами.
Ненависть може консолідувати одну групу людей проти іншої, один народ — проти іншого народу і всього світу.